# Tøger Reenberg Teilmann
Tøger Reenberg (de) Teilmann (1721 på Skrumsager (døbt 23. oktober i Sønder Bork Kirke) – 19. december 1788 på Endrupholm) var en dansk godsejer og officer, far til Andreas Charles Teilman.
Han var søn af Christian Hansen Teilman til Skrumsager og Christine Marie Reenberg, datter af digter, jurist og herregårdsejer Thøger Reenberg (1656-1742) og Magdalene Broberg (1667-1729). Han ejede Endrupholm, var kaptajn og blev etatsråd.
15. april 1757 ægtede han Margrethe Frantzdatter Benzon (1722 på Ågård - 21. maj 1759 på Endrupholm), datter af oberstløjtnant Frantz Rantzau Benzon til Ågård og Talke Maria Werkmeister. 27. januar 1769 ægtede han i sit andet ægteskab Sophie Amalie von Gersdorff (7. marts 1743 på Riber Kærgård - 1. maj 1801 på Endrupholm), datter af oberstløjtnant Christopher Frederik von Gersdorff (1699-1748) til Riber Kærgård og Margrethe Poulsdatter Rosenørn (1715-1786).